# La Cañada Flintridge
La Cañada Flintridge är en stad i Los Angeles County, Kalifornien, USA. Staden ligger i San Gabriel Mountains och gränsar till Pasadena, Glendale och Altadena.
Befolkning: 20 300 personer vid folkräkningen år 2000.

## Geografi
Enligt United States Census Bureau har staden en areal som är 22.4 km², allt är land.
La Cañada Flintridge ligger i den östligaste delen av Crescenta Valley. Staden ligger vid sydsluttningarna till San Gabriel Mountains och San Rafael Hills, nedanför naturskyddsområdet Angeles National Forest.